# Skeleton-Weltcup 2012/13
Der Skeleton-Weltcup 2012/13 begann am 5. November 2012 in Lake Placid und endete am 17. Februar 2013 in Sotschi. Der Weltcup umfasste neun Stationen in Europa und Nordamerika und wurde parallel zum Bob-Weltcup 2012/13 ausgetragen. Veranstaltet wurde die Rennserie von der Fédération Internationale de Bobsleigh et de Tobogganing (FIBT). Zu den Saisonhöhepunkten zählten die Europameisterschaften vom 14. bis zum 20. Januar 2013 in Igls, die parallel zum Weltcup ausgetragen wurden, sowie die nicht zum Weltcup zählenden Weltmeisterschaften, die vom 21. Januar bis zum 5. Februar 2013 in St. Moritz stattfanden.
Als Unterbau zum Weltcup fungierten der Intercontinentalcup, der Europacup und der Nordamerikacup. Die Ergebnisse aller Rennserien flossen in das FIBT-Skeleton-Ranking 2012/13 ein.

## Einzelergebnisse der Weltcupsaison 2012/13
| 1. Weltcup in Lake Placid, 5. November 2012 – 11. November 2012 | 1. Weltcup in Lake Placid, 5. November 2012 – 11. November 2012 | 1. Weltcup in Lake Placid, 5. November 2012 – 11. November 2012 | 1. Weltcup in Lake Placid, 5. November 2012 – 11. November 2012 | 1. Weltcup in Lake Placid, 5. November 2012 – 11. November 2012 |
| --------------------------------------------------------------- | --------------------------------------------------------------- | --------------------------------------------------------------- | --------------------------------------------------------------- | --------------------------------------------------------------- |
| Disziplin                                                       | Erster Platz                                                    | Zweiter Platz                                                   | Dritter Platz                                                   |                                                                 |
| Skeleton Frauen                                                 | Sarah Reid                                                      | Mellisa Hollingsworth                                           | Marion Thees                                                    |                                                                 |
| Skeleton Männer                                                 | Martins Dukurs                                                  | Tomass Dukurs                                                   | Alexander Tretjakow                                             |                                                                 |

| 2. Weltcup in Park City, 12. November 2012 – 18. November 2012 | 2. Weltcup in Park City, 12. November 2012 – 18. November 2012 | 2. Weltcup in Park City, 12. November 2012 – 18. November 2012 | 2. Weltcup in Park City, 12. November 2012 – 18. November 2012 | 2. Weltcup in Park City, 12. November 2012 – 18. November 2012 |
| -------------------------------------------------------------- | -------------------------------------------------------------- | -------------------------------------------------------------- | -------------------------------------------------------------- | -------------------------------------------------------------- |
| Disziplin                                                      | Erster Platz                                                   | Zweiter Platz                                                  | Dritter Platz                                                  |                                                                |
| Skeleton Frauen                                                | Katie Uhlaender                                                | Elizabeth Yarnold                                              | Anja Huber                                                     |                                                                |
| Skeleton Männer                                                | Martins Dukurs                                                 | Alexander Kröckel                                              | Alexander Tretjakow                                            |                                                                |

| 3. Weltcup in Whistler, 19. November 2012 – 24. November 2012 | 3. Weltcup in Whistler, 19. November 2012 – 24. November 2012 | 3. Weltcup in Whistler, 19. November 2012 – 24. November 2012 | 3. Weltcup in Whistler, 19. November 2012 – 24. November 2012 | 3. Weltcup in Whistler, 19. November 2012 – 24. November 2012 |
| ------------------------------------------------------------- | ------------------------------------------------------------- | ------------------------------------------------------------- | ------------------------------------------------------------- | ------------------------------------------------------------- |
| Disziplin                                                     | Erster Platz                                                  | Zweiter Platz                                                 | Dritter Platz                                                 |                                                               |
| Skeleton Frauen                                               | Marion Thees                                                  | Sarah Reid                                                    | Elizabeth Yarnold                                             |                                                               |
| Skeleton Männer                                               | Frank Rommel                                                  | Martins Dukurs                                                | Tomass Dukurs                                                 |                                                               |

| 4. Weltcup in Winterberg, 3. Dezember 2012 – 9. Dezember 2012 | 4. Weltcup in Winterberg, 3. Dezember 2012 – 9. Dezember 2012 | 4. Weltcup in Winterberg, 3. Dezember 2012 – 9. Dezember 2012 | 4. Weltcup in Winterberg, 3. Dezember 2012 – 9. Dezember 2012 | 4. Weltcup in Winterberg, 3. Dezember 2012 – 9. Dezember 2012 |
| ------------------------------------------------------------- | ------------------------------------------------------------- | ------------------------------------------------------------- | ------------------------------------------------------------- | ------------------------------------------------------------- |
| Disziplin                                                     | Erster Platz                                                  | Zweiter Platz                                                 | Dritter Platz                                                 |                                                               |
| Skeleton Frauen                                               | Shelley Rudman                                                | Anja Huber                                                    | Noelle Pikus-Pace                                             |                                                               |
| Skeleton Männer                                               | Martins Dukurs                                                | Alexander Tretjakow                                           | Christopher Grotheer                                          |                                                               |

| 5. Weltcup in La Plagne, 10. Dezember 2012 – 16. Dezember 2012 | 5. Weltcup in La Plagne, 10. Dezember 2012 – 16. Dezember 2012 | 5. Weltcup in La Plagne, 10. Dezember 2012 – 16. Dezember 2012 | 5. Weltcup in La Plagne, 10. Dezember 2012 – 16. Dezember 2012 | 5. Weltcup in La Plagne, 10. Dezember 2012 – 16. Dezember 2012 |
| -------------------------------------------------------------- | -------------------------------------------------------------- | -------------------------------------------------------------- | -------------------------------------------------------------- | -------------------------------------------------------------- |
| Disziplin                                                      | Erster Platz                                                   | Zweiter Platz                                                  | Dritter Platz                                                  |                                                                |
| Skeleton Frauen                                                | Katie Uhlaender                                                | Sarah Reid Marion Thees                                        | –                                                              |                                                                |
| Skeleton Männer                                                | Martins Dukurs                                                 | Alexander Tretjakow                                            | Tomass Dukurs                                                  |                                                                |

| 6. Weltcup in Altenberg, 31. Dezember 2012 – 6. Januar 2013 | 6. Weltcup in Altenberg, 31. Dezember 2012 – 6. Januar 2013 | 6. Weltcup in Altenberg, 31. Dezember 2012 – 6. Januar 2013 | 6. Weltcup in Altenberg, 31. Dezember 2012 – 6. Januar 2013 | 6. Weltcup in Altenberg, 31. Dezember 2012 – 6. Januar 2013 |
| ----------------------------------------------------------- | ----------------------------------------------------------- | ----------------------------------------------------------- | ----------------------------------------------------------- | ----------------------------------------------------------- |
| Disziplin                                                   | Erster Platz                                                | Zweiter Platz                                               | Dritter Platz                                               |                                                             |
| Skeleton Frauen                                             | Marion Thees                                                | Katie Uhlaender                                             | Noelle Pikus-Pace                                           |                                                             |
| Skeleton Männer                                             | Martins Dukurs                                              | Alexander Kröckel                                           | Frank Rommel                                                |                                                             |

| 7. Weltcups in Königssee, 7. Januar 2013 – 13. Januar 2013 | 7. Weltcups in Königssee, 7. Januar 2013 – 13. Januar 2013 | 7. Weltcups in Königssee, 7. Januar 2013 – 13. Januar 2013 | 7. Weltcups in Königssee, 7. Januar 2013 – 13. Januar 2013 | 7. Weltcups in Königssee, 7. Januar 2013 – 13. Januar 2013 |
| ---------------------------------------------------------- | ---------------------------------------------------------- | ---------------------------------------------------------- | ---------------------------------------------------------- | ---------------------------------------------------------- |
| Disziplin                                                  | Erster Platz                                               | Zweiter Platz                                              | Dritter Platz                                              |                                                            |
| Skeleton Frauen                                            | Noelle Pikus-Pace                                          | Marion Thees                                               | Anja Huber                                                 |                                                            |
| Skeleton Männer                                            | Martins Dukurs                                             | Frank Rommel                                               | Alexander Tretjakow                                        |                                                            |

| 8. Weltcup und Europameisterschaften in Igls, 14. Januar 2013 – 20. Januar 2013 | 8. Weltcup und Europameisterschaften in Igls, 14. Januar 2013 – 20. Januar 2013 | 8. Weltcup und Europameisterschaften in Igls, 14. Januar 2013 – 20. Januar 2013 | 8. Weltcup und Europameisterschaften in Igls, 14. Januar 2013 – 20. Januar 2013 | 8. Weltcup und Europameisterschaften in Igls, 14. Januar 2013 – 20. Januar 2013 |
| ------------------------------------------------------------------------------- | ------------------------------------------------------------------------------- | ------------------------------------------------------------------------------- | ------------------------------------------------------------------------------- | ------------------------------------------------------------------------------- |
| Disziplin                                                                       | Erster Platz                                                                    | Zweiter Platz                                                                   | Dritter Platz                                                                   |                                                                                 |
| Skeleton Frauen                                                                 | Jelena Nikitina                                                                 | Noelle Pikus-Pace                                                               | Marija Orlowa                                                                   |                                                                                 |
| Skeleton Männer                                                                 | Martins Dukurs                                                                  | Alexander Tretjakow                                                             | Tomass Dukurs                                                                   |                                                                                 |

| 9. Weltcup in Sotschi, 11. Februar 2013 – 17. Februar 2013 | 9. Weltcup in Sotschi, 11. Februar 2013 – 17. Februar 2013 | 9. Weltcup in Sotschi, 11. Februar 2013 – 17. Februar 2013 | 9. Weltcup in Sotschi, 11. Februar 2013 – 17. Februar 2013 | 9. Weltcup in Sotschi, 11. Februar 2013 – 17. Februar 2013 |
| ---------------------------------------------------------- | ---------------------------------------------------------- | ---------------------------------------------------------- | ---------------------------------------------------------- | ---------------------------------------------------------- |
| Disziplin                                                  | Erster Platz                                               | Zweiter Platz                                              | Dritter Platz                                              |                                                            |
| Skeleton Frauen                                            | Noelle Pikus-Pace                                          | Katie Uhlaender                                            | Anja Huber                                                 |                                                            |
| Skeleton Männer                                            | Martins Dukurs                                             | Alexander Tretjakow                                        | Frank Rommel                                               |                                                            |

## Gesamtstand und erreichte Platzierungen im Skeleton der Frauen
| Rang | Pilot                 | Land                   | LAK | PAR | WHI | WIN | LAP | ALT | KÖN | IGL | SOT | Punkte |
| ---- | --------------------- | ---------------------- | --- | --- | --- | --- | --- | --- | --- | --- | --- | ------ |
| 01.  | Marion Thees          | Deutschland            | 3   | 5   | 1   | 9   | 2   | 1   | 2   | 18  | 4   | 1678   |
| 02.  | Anja Huber            | Deutschland            | 8   | 3   | 8   | 2   | 4   | 5   | 3   | 7   | 3   | 1674   |
| 03.  | Katie Uhlaender       | Vereinigte Staaten     | 5   | 1   | 7   | 21  | 1   | 2   | 9   | 10  | 2   | 1580   |
| 04.  | Elizabeth Yarnold     | Vereinigtes Königreich | 9   | 2   | 3   | 4   | 8   | 4   | 11  | 9   | 9   | 1546   |
| 05.  | Sarah Reid            | Kanada                 | 1   | 11  | 2   | 6   | 2   | 18  | 5   | 4   | –   | 1413   |
| 06.  | Mellisa Hollingsworth | Kanada                 | 2   | 7   | 5   | 8   | 7   | 19  | 4   | 12  | 14  | 1396   |
| 07.  | Shelley Rudman        | Vereinigtes Königreich | 7   | 5   | 9   | 1   | 10  | 16  | 7   | 11  | 13  | 1393   |
| 08.  | Cassie Hawrysh        | Kanada                 | 11  | 4   | 4   | 7   | 13  | 8   | 14  | 17  | 16  | 1264   |
| 09.  | Michelle Steele       | Australien             | 12  | –   | 14  | 5   | 9   | 10  | 7   | 4   | 8   | 1240   |
| 10.  | Lucy Chaffer          | Australien             | 6   | 8   | 13  | 12  | 5   | 13  | 15  | 13  | 12  | 1240   |
| 11.  | Noelle Pikus-Pace     | Vereinigte Staaten     | –   | –   | 6   | 3   | –   | 3   | 1   | 2   | 1   | 1236   |
| 12.  | Janine Flock          | Österreich             | 15  | 10  | 22  | 11  | 11  | 6   | 10  | 4   | 11  | 1224   |
| 13.  | Marija Orlowa         | Russland               | 17  | 17  | 12  | 15  | 12  | –   | 13  | 3   | 7   | 1024   |
| 14.  | Olga Potylizyna       | Russland               | 14  | 18  | 18  | 18  | 6   | –   | 16  | 7   | 6   | 968    |
| 15.  | Katharine Eustace     | Neuseeland             | 16  | 14  | 16  | 13  | 15  | 16  | 16  | 16  | 17  | 904    |
| 16.  | Donna Creighton       | Vereinigtes Königreich | 4   | 11  | 17  | 22  | 19  | 7   | –   | 15  | 19  | 892    |
| 17.  | Joska Le Conté        | Niederlande            | 18  | 19  | 11  | 19  | 17  | 15  | 21  | 19  | 21  | 754    |
| 18.  | Jelena Nikitina       | Russland               | –   | –   | –   | 10  | –   | –   | 12  | 1   | 5   | 681    |
| 19.  | Lelde Priedulēna      | Lettland               | 21  | 16  | 20  | 20  | –   | 12  | 20  | 21  | 15  | 656    |
| 20.  | Marina Gilardoni      | Schweiz                | 19  | 20  | 21  | 17  | 16  | –   | 18  | 22  | 20  | 592    |
| 21.  | Kathleen Lorenz       | Deutschland            | 10  | 9   | 10  | 16  | –   | –   | –   | –   | –   | 536    |
| 22.  | Barbara Hosch         | Schweiz                | 22  | 22  | 19  | 24  | 20  | –   | 23  | 23  | 22  | 455    |
| 23.  | Sophia Griebel        | Deutschland            | –   | –   | –   | –   | –   | 9   | 6   | 14  | –   | 440    |
| 24.  | Delia Andreea Ivas    | Rumänien               | 23  | 23  | –   | 23  | –   | 21  | 22  | 24  | –   | 313    |
| 25.  | Kimber Gabryszak      | Vereinigte Staaten     | 13  | 15  | –   | –   | 18  | –   | –   | –   | –   | 304    |
| 26.  | Maria Mazilu          | Rumänien               | –   | –   | –   | 14  | –   | –   | 19  | 20  | –   | 254    |
| 27.  | Swetlana Wassiljewa   | Russland               | –   | –   | 14  | –   | –   | 11  | –   | –   | –   | 248    |
| 28.  | Olga Nikandrowa       | Russland               | 20  | 21  | –   | –   | –   | 14  | –   | –   | –   | 242    |
| 29.  | Olga Korobkina        | Russland               | –   | –   | –   | –   | 14  | 20  | –   | –   | –   | 180    |
| 30.  | Katharina Heinz       | Deutschland            | –   | –   | –   | –   | –   | –   | –   | –   | 10  | 144    |
| 31.  | Melissa Hoar          | Australien             | –   | 13  | –   | –   | –   | –   | –   | –   | –   | 120    |
| 32.  | Nozomi Komuro         | Japan                  | –   | –   | –   | –   | –   | –   | –   | –   | 18  | 80     |

## Gesamtstand und erreichte Platzierungen im Skeleton der Männer
| Rang | Pilot                                                         | Land                   | LAK | PAR | WHI | WIN | LAP | ALT | KÖN | IGL | SOT | Punkte |
| ---- | ------------------------------------------------------------- | ---------------------- | --- | --- | --- | --- | --- | --- | --- | --- | --- | ------ |
| 01.  | Martins Dukurs                                                | Lettland               | 1   | 1   | 2   | 1   | 1   | 1   | 1   | 1   | 1   | 2010   |
| 02.  | Tomass Dukurs                                                 | Lettland               | 2   | 4   | 3   | 5   | 3   | 4   | 5   | 3   | 5   | 1746   |
| 03.  | data-sort-value="Krockel, Alexander"\| Alexander Kröckel      | Deutschland            | 7   | 2   | 7   | 6   | 5   | 2   | 4   | 9   | 6   | 1636   |
| 04.  | Alexander Tretjakow                                           | Russland               | 3   | 3   | 4   | 2   | 2   | –   | 3   | 2   | 2   | 1632   |
| 05.  | Frank Rommel                                                  | Deutschland            | DSQ | 5   | 1   | 7   | 12  | 3   | 2   | 5   | 3   | 1499   |
| 06.  | Eric Neilson                                                  | Kanada                 | 16  | 6   | 5   | 8   | 8   | 14  | 8   | 6   | 10  | 1368   |
| 07.  | Kristan Bromley                                               | Vereinigtes Königreich | 6   | 11  | 6   | 4   | 6   | 6   | 18  | 10  | 15  | 1360   |
| 08.  | Christopher Grotheer                                          | Deutschland            | 15  | 12  | 13  | 3   | –   | 5   | 9   | 7   | 7   | 1232   |
| 09.  | data-sort-value="Daly, John @Skeletonpilot"\| John Daly       | Vereinigte Staaten     | 4   | 7   | 19  | 11  | 9   | 20  | 11  | 16  | 4   | 1214   |
| 10.  | Jon Montgomery                                                | Kanada                 | 12  | 14  | 12  | 29  | 9   | 9   | 6   | 8   | 12  | 1160   |
| 11.  | John Fairbairn                                                | Kanada                 | 11  | 10  | 8   | 18  | 13  | 11  | 15  | 15  | 9   | 1136   |
| 12.  | Matthew Antoine                                               | Vereinigte Staaten     | 10  | 9   | 15  | 15  | 7   | –   | 17  | 17  | 11  | 984    |
| 13.  | Ed Smith                                                      | Vereinigtes Königreich | 13  | 16  | 18  | 12  | 14  | 10  | 19  | 14  | 14  | 978    |
| 14.  | Sergej Tschudinow                                             | Russland               | –   | 8   | 9   | 10  | 4   | –   | 16  | 4   | –   | 936    |
| 15.  | Hiroatsu Takahashi                                            | Japan                  | 17  | 13  | 20  | 17  | 11  | 18  | 13  | 12  | 20  | 896    |
| 16.  | Ben Sandford                                                  | Neuseeland             | 8   | DNS | 10  | 9   | 20  | 7   | –   | –   | 8   | 852    |
| 17.  | Kyle Tress                                                    | Vereinigte Staaten     | 5   | 20  | 24  | 13  | 15  | 21  | 21  | 19  | 13  | 839    |
| 18.  | Matthias Guggenberger                                         | Österreich             | 19  | 18  | 14  | 25  | 21  | 16  | 10  | 18  | 19  | 762    |
| 19.  | Maurizio Oioli                                                | Italien                | 9   | 21  | 11  | 19  | 16  | 13  | 14  | –   | –   | 752    |
| 20.  | Raphael Maier                                                 | Österreich             | 14  | 22  | 17  | 16  | –   | 15  | 11  | 20  | 18  | 740    |
| 21.  | Dominic Parsons                                               | Vereinigtes Königreich | –   | –   | –   | –   | 17  | 12  | 7   | 11  | 15  | 624    |
| 22.  | data-sort-value="Hofer, Michael"\| Michael Höfer              | Schweiz                | 24  | 22  | 16  | 14  | 22  | –   | 20  | 23  | 24  | 528    |
| 23.  | data-sort-value="Kummer, Lukas @Skeletonpilot"\| Lukas Kummer | Schweiz                | 22  | 26  | 25  | 20  | 23  | –   | 23  | 13  | 23  | 470    |
| 24.  | Ander Mirambell                                               | Spanien                | 18  | 17  | 23  | 21  | 25  | –   | 24  | 21  | 26  | 463    |
| 25.  | Alexandros Kefalas                                            | Griechenland           | 21  | 24  | 27  | 26  | 18  | 22  | –   | –   | 22  | 367    |
| 26.  | Giovanni Mulassano                                            | Italien                | 20  | 24  | 26  | 28  | 24  | –   | 25  | 22  | 25  | 358    |
| 27.  | Shinsuke Tayama                                               | Japan                  | 23  | 19  | 21  | 23  | 19  | –   | –   | –   | –   | 310    |
| 28.  | Anton Batujew                                                 | Russland               | –   | –   | –   | –   | –   | 8   | –   | –   | 17  | 248    |
| 29.  | data-sort-value="Swift, David @Skeletonpilot"\| David Swift   | Vereinigtes Königreich | 25  | 15  | 21  | 27  | –   | –   | –   | –   | –   | 238    |
| 30.  | data-sort-value="Setina, Anze"\| Anže Šetina                  | Slowenien              | –   | –   | –   | 22  | –   | –   | 22  | 24  | –   | 157    |
| 31.  | Silviu Alexandru Mesarosi                                     | Rumänien               | –   | –   | –   | 24  | –   | 23  | –   | –   | –   | 95     |
| 32.  | Alexander Mutowin                                             | Russland               | –   | –   | –   | –   | –   | 17  | –   | –   | –   | 88     |
| 33.  | Dorin Velicu                                                  | Rumänien               | –   | –   | –   | –   | –   | –   | 26  | 25  | –   | 76     |
| 34.  | data-sort-value="Stewart, Brad @Skeletonpilot"\| Brad Stewart | Vereinigte Staaten     | –   | –   | –   | –   | –   | 19  | –   | –   | –   | 74     |
| 35.  | Jarle Johannessen                                             | Norwegen               | 26  | 27  | –   | –   | –   | –   | –   | –   | –   | 68     |
| 36.  | Yūki Sasahara                                                 | Japan                  | –   | –   | –   | –   | –   | –   | –   | –   | 21  | 62     |